# مطر طارس
قرية مطر طارس هي إحدى القرى التابعة لمركز سنورس في محافظة الفيوم في جمهورية مصر العربية. حسب إحصاءات سنة 2006، بلغ إجمالي السكان في مطر طارس 25385 نسمة، منهم 13014 رجل و12371 امرأة.